# Велике Озеро (Україна)
Вели́ке О́зеро — село в Україні, у складі Охтирської міської громади Охтирського району Сумської області. Населення становить 274 осіб. Орган місцевого самоврядування — Охтирська міська рада.

## Географія
Село Велике Озеро знаходиться на відстані 1,5 км від міста Охтирка. Село розташоване навколо великого заболоченого озера.

## Історія
26 липня 2024 року розпорядженням т.в.о голови Сумської ОВА Тараса Савченка вулиця Ватутіна перейменована на вулицю Остапа Вишні.

## Населення

### Мова
Розподіл населення за рідною мовою за даними перепису 2001 року:
| Мова            | Кількість | Відсоток |
| --------------- | --------- | -------- |
| українська      | 245       | 89.42%   |
| російська       | 23        | 8.39%    |
| вірменська      | 2         | 0.73%    |
| інші/не вказали | 4         | 1.46%    |
| Усього          | 274       | 100%     |